# Canal du Forez
Le canal du Forez, situé dans le département de la Loire, a pour vocation d'irriguer et de drainer la partie du bassin du Forez sur la rive gauche du fleuve Loire.

## Description du réseau

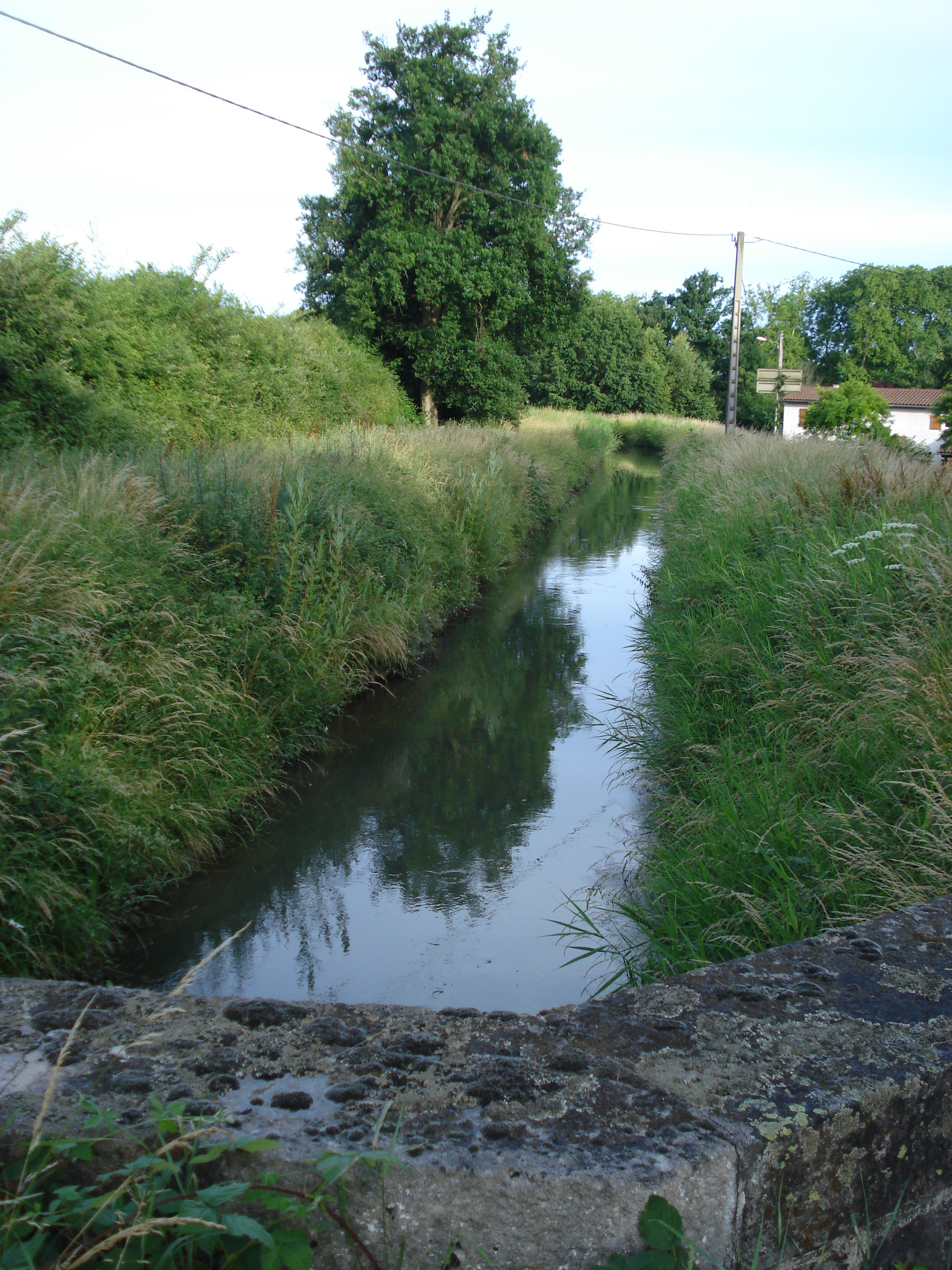
Canal du Forez à Chalain-d'Uzore.

Sa branche principale traverse l'ouest du bassin du Forez jusqu'au ruisseau des Combes qui se déverse dans le Lignon du Forez. Elle mesure 49 km.
Deux artères secondaires, celle de L'Hôpital et celle de Poncins, arrosent la partie centrale du bassin. L'artère de L'Hôpital mesure 8 km, et celle de Poncins 13 km.
Il existe aussi 45 km d'artères tertiaires, sur les 240 km prévus à l'origine.
Le réseau d'eau de Saint-Marcellin-en-Forez, alimenté par la rivière Mare, a été connecté au canal en 2003.

### Branche principale

#### Parcours
La branche principale du canal commence au barrage de Grangent, où il est alimenté par la Loire.
Du barrage, il prend direction nord sur environ 3 500 m, longeant d'abord la rive gauche de la Loire jusqu'à rattraper le chemin des Muats qu'il suit en direction du nord et du centre de Saint-Just-Saint-Rambert.
À environ 1 km du centre ville il vire vers l'ouest pour onduler en direction de Saint-Marcellin-en-Forez ; mais après seulement 1 km il prend définitivement une direction générale nord-ouest jusqu'aux abords de Pralong, dont il touche la commune au-delà de Montbrison.
Entre Saint-Marcellin et Pralong il croise d'abord le Bonson (par pont-canal) ; puis c'est au lieu-dit L’Échaud le début de la branche annexe, ou branche de L'Hôpital, le croisement du Béal et de la Mare (sur deux ponts-canaux à 100 m l'un de l'autre) au début du chemin des Fromentaux. S'ensuit le passage au lieu-dit Aubigny, le croisement avec l'Ozon (surpont-canal) juste avant d'enfiler le chemin des Castors sur 200 m, puis le croisement avec la Goutte (surpont-canal)et son affluent (sur pont-canal ?).
Le canal longe le chemin de fer à cet endroit ; vient la commune de Saint-Romain-le-Puy, où il croise la Fumouse (pont-canal) en bordure du terrain de golf qu'il s'apprête à traverser. 400 m après le terrain de golf il croise le Merderet (pont-canal) juste derrière le collège de Saint-Romain. Il longe ensuite l'avenue Jean Moulin, la promenade du canal, la promenade des Berges. Il passe au-dessus du ruisseau de Montclaret (pont-canal) le long de la clôture nord de l'usine Saint-Gobain, avant de quitter Saint-Romain-le-Puy par la rue des Places, le chemin Lachon, le chemin des Provendes puis celui des Tourettes Basses où il croise la Curraize dans un méandre (pont-canal, avec la Curraize passant au-dessus du canal ?). C'est aussi là que commence l'extension de Poncins. Une station de pompage se trouve juste à côté sur le chemin de Ferland.
Continuant ses méandres, le canal contourne le lieu-dit Garambaud par le sud et l'ouest et croise le Moingt (pont-canal) sur la commune de Montbrison. Il rejoint l'avenue des Granges (la D204) près du rond-point avec la rue des Roseaux verts, et passe en dessous pour rejoindre la rue de l'Agriculture. Il entre dans la commune de Savigneux pour longer l'arrière des maisons de la rue du Champ de Mars, continue parallèle à l'allée des Tilleuls, longe l'impasse des Moulins et tourne vers l'ouest au coin nord des jardins de la mairie de Savigneux. Il croise le Vizézy au début de l'allée du Canal du Forez 300 m plus loin (pont-canal surplombé par le pont de chemin de fer), longe son allée homonyme sur 150 m et quelques centaines de mètres plus loin il retrouve la D204 alors qu'il passe brièvement devant l'usine S|.E.M.. Il passe ensuite sous le Furant, qui lui-même passe sous le pont de chemin de fer et de la D204.
Continuant vers le nord, le canal traverse la zone industrielle et croise le ruisseau de Curtieux sur la commune de Champdieu.
Entre les lieux-dits Creux du Pendu et Lodepierre (ou 'Lodepierre'), le canal tourne abruptement vers le nord-est vers Chalain-d'Uzore. À 200 m du centre bourg il rencontre la pointe de l'avancée vers le sud du Mont d'Uzore (environ 100 m d'élévation par rapport au fond du bassin). Il fait alors une boucle pour contourner par le sud cette pointe qu'il remonte ensuite vers le nord au pied de son flanc est, en longeant la D5 jusqu'à Saint-Paul-d'Uzore et le lieu-dit Les Marquises adjoignant Saint-Paul.
Aux Marquises il suit le chemin dit 'La Cavé' pour aller vers le nord en passant à l'est du Mont d'Uzore.
Le canal rejoint le ruisseau des Combes à la pointe de l'avancée nord du Mont d'Uzore, au lieu-dit 'la Queue du Bois' sur la D6, dans la partie sud de la commune de Montverdun. Le ruisseau des Combes conflue 1500 m plus au nord avec le Lignon du Forez.

### Branche secondaire del'Hôpital
L'artère de L'Hôpital mesure 8 km pour 14,5 km prévus à l'origine.

### Branche secondaire dePoncins
L'artère de Poncins mesure 13 km sur les 17 km prévus à l'origine.

## Historique et ouvrages

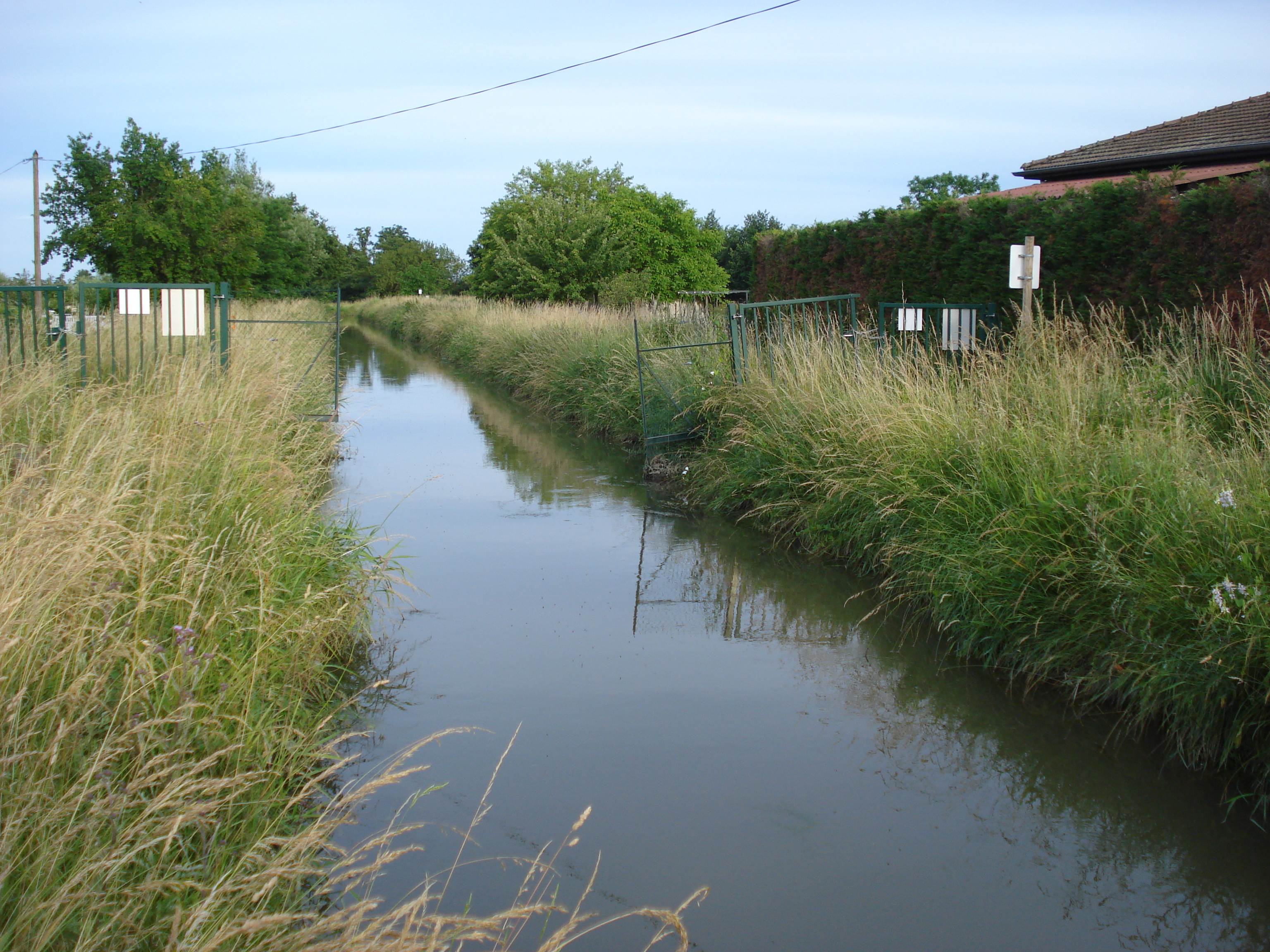
Canal du Forez à Montbrison, vers l'est

Le bassin du Forez, à l'état naturel, est à la fois propice aux marécages, et pauvre avec des sols peu profonds, sableux en surface, argileux en partie inférieure et dépourvus de pente d'écoulement.
Le climat chaud et sec en été (effet de Foehn) y aggrave l'insalubrité, amenant de fréquentes récurrences de fièvre jaune et autres maladies de cause similaires. L'état sanitaire était en conséquence désastreux.
D'autre part, les irrégularités de l'hydrographie locale faisaient souffrir les plantes, par manque d'eau en été et par excès d'eau en d'autres saisons. L'agriculture en pâtissait d'autant.
Telle était la situation jusqu’au milieu du XIXe siècle. C'est alors que de grandes mesures d'assainissement sont mises en place, après plus de 30 ans de débats. C'est l'époque où Laguerenne, ingénieur en chef des Ponts et Chaussées, étudie de 1830 à 1842 un nouveau projet de canal reliant Roanne d'une part, et La Fouillouse (près de Saint-Étienne), Rive-de-Gier et le canal de Givors d'autre part. Le projet sera abandonné, mais le présent canal emprunte en partie le tracé prévu alors.
Un autre élément intervient dans l'opportunité de cette prise de décision : le 18 septembre 1852, ce n'est pas Montbrison, la préfecture, que le futur Napoléon III visite lors de son voyage de préparation du coup d'état deux mois plus tard ; mais Saint-Étienne, fort agitée durant les récentes décennies. Signe des temps ; car Montbrison perd le statut de préfecture au profit de Saint-Étienne en 1855, avec une perte d'influence pour son bassin que les responsables de l'époque cherchent à compenser en lui octroyant une amélioration substantielle de ses ressources et de son environnement. Le décret de concession à perpétuité du Canal du Forez en faveur du Département de la Loire est signé en 1863,.
Sa construction a commencé en 1865 sous Napoléon III. Interrompu par la guerre de 1870, son tronçon principal a été achevé en 1914 et ses extensions en 1966.
Le pont-canal au kilomètre 33,05 de la branche principale, qui permet le croisement du canal avec le Vizézy, a la particularité d'être surplombé par le pont de la voie ferrée.
Des travaux importants visant à économiser l'eau et à maîtriser la desserte sont régulièrement réalisés. Des techniques modernes de télégestion sont employées pour surveiller et intervenir sur l'ouvrage. La station de pompage de l'allée Diane de Poitiers à Saint-Rambert, utilise une éolienne de pompage comme source d'énergie pour la pompe.
Un périmètre de protection étendu sur environ 3 000 parcelles cadastrales a été institué le long de la branche principale du canal afin de préserver la qualité de l'eau.

## Communes concernées
Trente-cinq communes sont concernées par le canal.

## Utilisations
Le canal du Forez est la principale ressource en eau du bassin du Forez. Le territoire dominé par le canal représente une superficie de 28 000 ha. Dix-sept stations de pompage et 500 km de canalisations sous pression permettent d'irriguer plus de 6 000 ha pour 700 exploitations agricoles.
Divers industriels bénéficient de fourniture d'eau par le canal. Son eau est également destinée à la consommation humaine. Actuellement, cette consommation correspond à un volume de plus d'un million de m³/an. Cependant, du fait de la fragilité des ressources locales (captage de sources ou prise en rivière) et des perspectives à moyen terme, le rôle du Canal du Forez devrait être nettement renforcé prochainement dans ce domaine.
Le canal contribue à développer la pisciculture en desservant 500 ha d'étangs.
La chute « Peyer » (4 m), achevée en 1886, sert à la production d’énergie pour la minoterie Peyer jusqu’en 1986.
À Saint-Marcellin-en-Forez, qui a connecté son réseau d'eau au canal en 2003, il est noté que la qualité de l'eau du canal est peu compatible avec les critères de la station de potabilisation pourtant relativement moderne (1996), et que cette eau doit être mélangée à l'eau de la rivière Mare pour pouvoir être utilisée.

## Administration
Concédé au Département de la Loire par décret du 20 mai 1863, le canal est géré depuis le 1er juin 1965 ou depuis 1966 par le Syndicat Mixte d'Irrigation et de mise en valeur du Forez (SMIF). Ce syndicat regroupe :
- le Département de la Loire (propriétaire du canal du Forez) ;
- les communes dominées par le canal du Forez ;
- les Associations Syndicales Autorisées (ASA) d'irrigation desservies par le canal (actuellement 18) ;
- la Chambre d'Agriculture[19].